# 福岡市立玄洋中学校
福岡市立玄洋中学校（ふくおかしりつげんようちゅうがっこう）は、福岡市西区横浜にある市立の中学校である。

## 教育方針
玄洋中の教育の基盤になっているものは四つあり、「心の教育の充実」、「玄洋中らしい教育」、「地域と連携し開かれた学校づくりの推進」、「学校の自主性、自立性の確立」がある。その内の「玄洋中らしい教育」とは、環境教育、福祉教育、国際理解教育、情報教育、総合的な学習の時間、教科教育の充実が挙げられている。
総合的な学習の時間ではメインテーマを「地域に学び、地域とつながろう!」として、地域密着型の授業を行っている。
以前から盲導犬育成募金に参加しており、2000年からは今宿駅前からも募金を行っている。

## 交通
福岡県道85号福岡志摩線沿いにある。

## 部活
（平成22年現在）

### 運動部
- バスケットボール部（男・女）
- バレーボール部（男・女）
- ソフトテニス部（男・女）
- サッカー部
- バドミントン部 （男・女）
- 軟式野球部
- 陸上競技部（男・女）
- 短距離.長距離
- 卓球部（男・女）
- 剣道部（男・女）男子団体戦第46回全国中学校剣道大会優勝　女子個人戦第45回全国中学校剣道大会優勝

### 文化部
- 吹奏楽部
- 放送部
- 美術部
- 演劇部

## 行事
- 一学期
  - 始業式
  - 入学式
  - 体育会
  - 生徒総会
  - 終業式
- 二学期
  - 始業式
  - 職場体験（二年生のみ）
  - 生徒会役員改選
  - 合唱コンクール
  - 持久走大会
  - 終業式
- 三学期
  - 始業式
  - 修学旅行
  - 卒業式
  - 修了式

## 周辺
- 元寇防塁
- 日本通運福岡西部ペリカンセンター
- 福岡県立玄洋高等学校
- 福岡舞鶴誠和中学校・福岡舞鶴高等学校
- 今津橋